# BALLAD SELECTION〜P.S.抱きしめたい。〜
『BALLAD SELECTION〜P.S.抱きしめたい。』（バラード・セレクション・ピーエス・だきしめたい。）は1986年9月29日に発売された稲垣潤一2枚目のベスト・アルバム。

## 解説
カセットテープとCD2形態のみ発売。新曲「P.S.抱きしめたい」収録。
2001年に本作の続編『LOVE BALLAD BEST COLLECTION〜P.S.抱きしめたい〜』が発売された。

## 収録曲
1. 夏のクラクション
2. 愛は腕の中で
3. 言い出せなくて
4. ロング・バージョン
5. 月曜日にはバラを
6. Everyday's Valentine-想い焦がれて-
7. P.S.抱きしめたい（新曲）
  - 作詞：売野雅勇　作曲・編曲：林哲司
8. 時を止めた涙
9. 誰がために・・・
10. A Glass Of Sorrow
11. ブルージン・ピエロ